# Namsen
El Namsen (sami meridional: Nååmesje) és el riu més gran del comtat de Nord-Trøndelag, a l'àrea central de Noruega. Amb 228 quilòmetres de llargada, el riu flueix a través dels municipis de Røyrvik, Namsskogan, Grong, Overhalla i Namsos. Tradicionalment s'ha agafat la fusta que baixa surant des del boscos interiors del comtat a la ciutat de Namsos, on s'hi trobaven les serradores. Actualment algunes parts del Namsen estan regulades per diverses preses.

## Localització

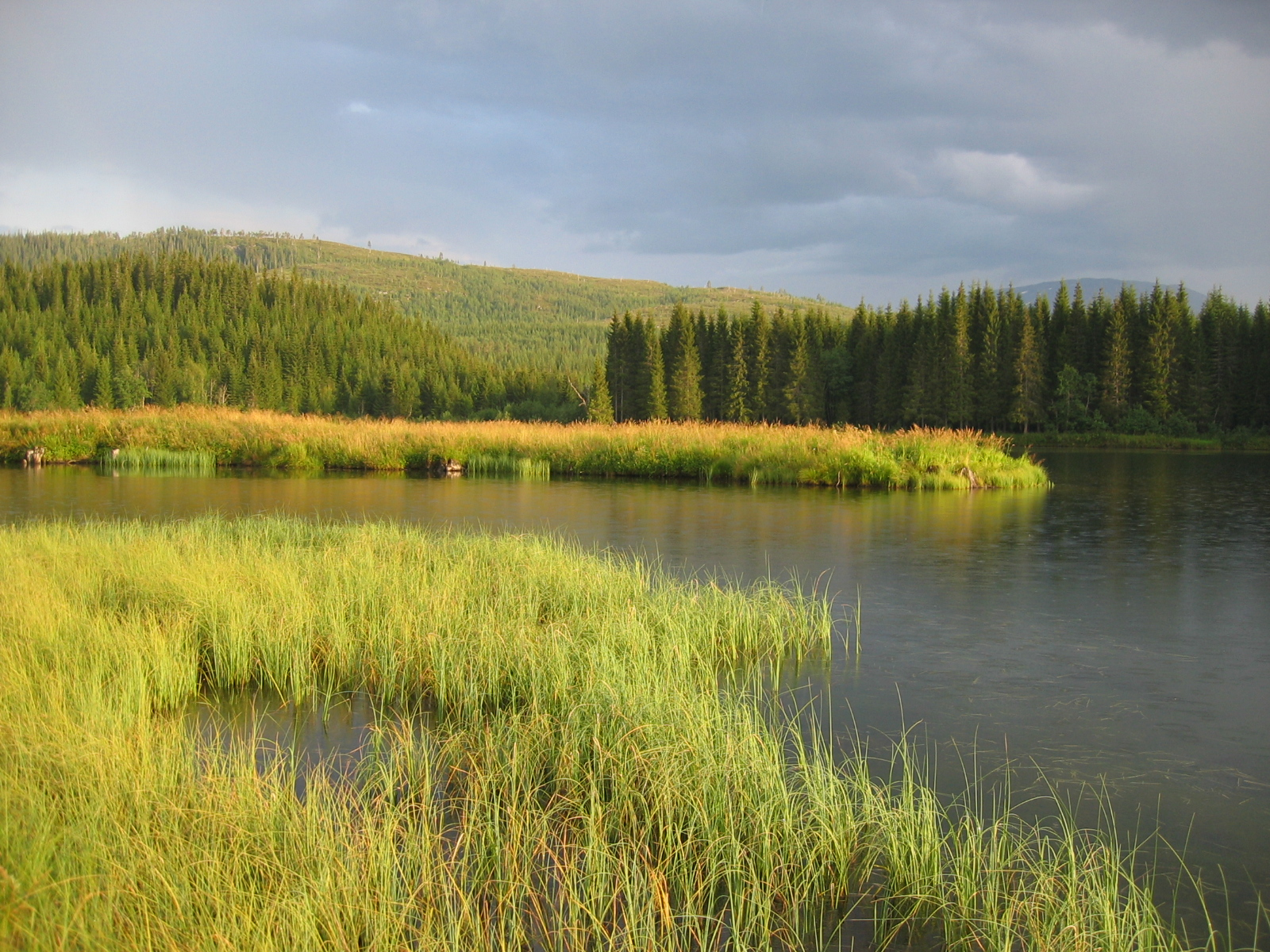
Capvespre al Namsen.

El riu neix a les fonts del Parc Nacional de Børgefjell, just a la frontera amb el comtat de Nordland. Aquesta aigua alimenta al llac Store Namsvatnet, indret on s'inicia el riu quan l'aigua travessa la presa al costat nord-oest del llac, al municipi de Røyrvik.
Aleshores el riu transcorre a través de la vall de Namdal cap a la costa, acabant a la ciutat de Namsos on desemboca al fiord de Namsen, el mateix fiord en el qual desemboca el petit riu Årgårdselva. El Namsen té dos principals afluents: el Tunnsjøelva i el Sanddøla.
La conca total és aproximadament de 6.298 quilòmetres quadrats i a Namsos, les descàrregues d'aigua al fiord són d'uns 285 metres cúbics per segon.

## Pesca
El Namsen és considerat un dels millors rius del món pel que fa a la pesca del salmó de l'Atlàntic, i és sovint anomenat "el rei dels rius". A principis del segle xix, els britànics van descobrir que la pesca del salmó era excel·lent al Namsen, i el riu es va convertir en una important atracció turística. Les captures per sobre de 23 quilograms no són inusuals. El Namsen és un riu ample i es pesca sovint en petits vaixells que usaven un mètode anomenat "harling". Aquest mètode consisteix en l'ús de l'esquer mentre el vaixell es mou lentament des d'un costat a l'altre del riu, atrapant els salmons mentre neden contra el corrent.